# Sonja Elisabeth Newcombe
Sonja Elisabeth Newcombe (* 7. März 1988 in Lake Arrowhead, Kalifornien) ist eine US-amerikanische Volleyballspielerin.

## Karriere
Newcombe spielte zuerst bei den Oregon Ducks der University of Oregon. Sie wechselte danach zu Leonas de Ponce nach Puerto Rico. Ab 2010 spielte sie in der französischen und 2011 in der türkischen Liga. In beiden Jahren wurde sie als Topscorer der Liga ausgezeichnet. 2012 spielte sie wieder in Puerto Rico für Criollas Caguas. Im August des Jahres wechselte sie in die Bundesliga zu den Roten Raben Vilsbiburg. 2013 ging Newcombe nach Russland zu VC Tjumen und 2014 erneut in die Türkei zu İdman Ocağı. In der Saison 2015/16 spielte sie in China bei Guangdong Hengda in Shenzhen. Nach dem Saisonende ging sie nach Aserbaidschan zu Lokomotiv Baku. Zur Saison 2016/17 kehrte sie nach China zurück, wo sie beim Sichuan University Women’s Volleyball Club spielte. 2017 wechselte sie zum italienischen Erstligisten SAB Volley in Legnano. Im Dezember 2017 einigte sie sich jedoch mit dem Verein auf eine Vertragsaufhebung, um für den brasilianischen Verein Minas Tênis Clube in Belo Horizonte spielen zu können. Mit ihm gewann sie 2018 die südamerikanische Klubmeisterschaft. In der Saison 2018/19 spielt sie in Rumänien bei CSM Volei Alba Blaj.
Newcombe spielt seit 2014 in der amerikanischen Nationalmannschaft. 2015 und 2016 kam sie allerdings nicht zum Einsatz. 2017 gewann sie den Panamerica-Cup.